# Obertrubach
Obertrubach è un comune tedesco di 2 186 abitanti, situato nel land della Baviera.